# 测光表

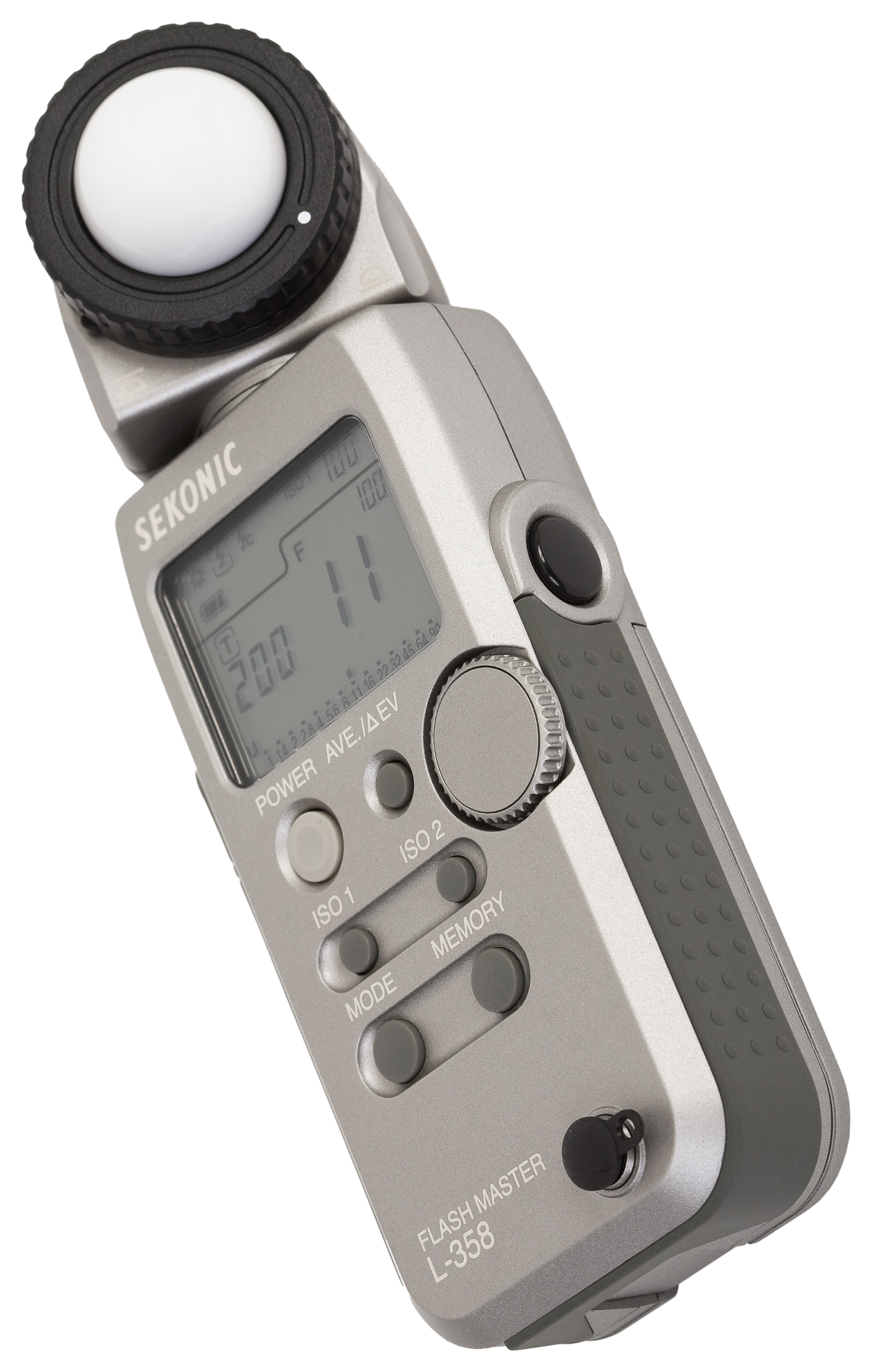
數位式測光表，白色圓球為感光探頭

测光表是一种用来测量光的强度之仪器。在摄影中，测光表用来确定适当的曝光时间。在胶片或感光元件之感光度和光缐强度已知的情况下, 测光表给出获得最佳曝光的光圈值和快门速度组合。测光表也用来控制照明的亮度，或者用作手持的仪器, 确保光强符合拍攝的要求。

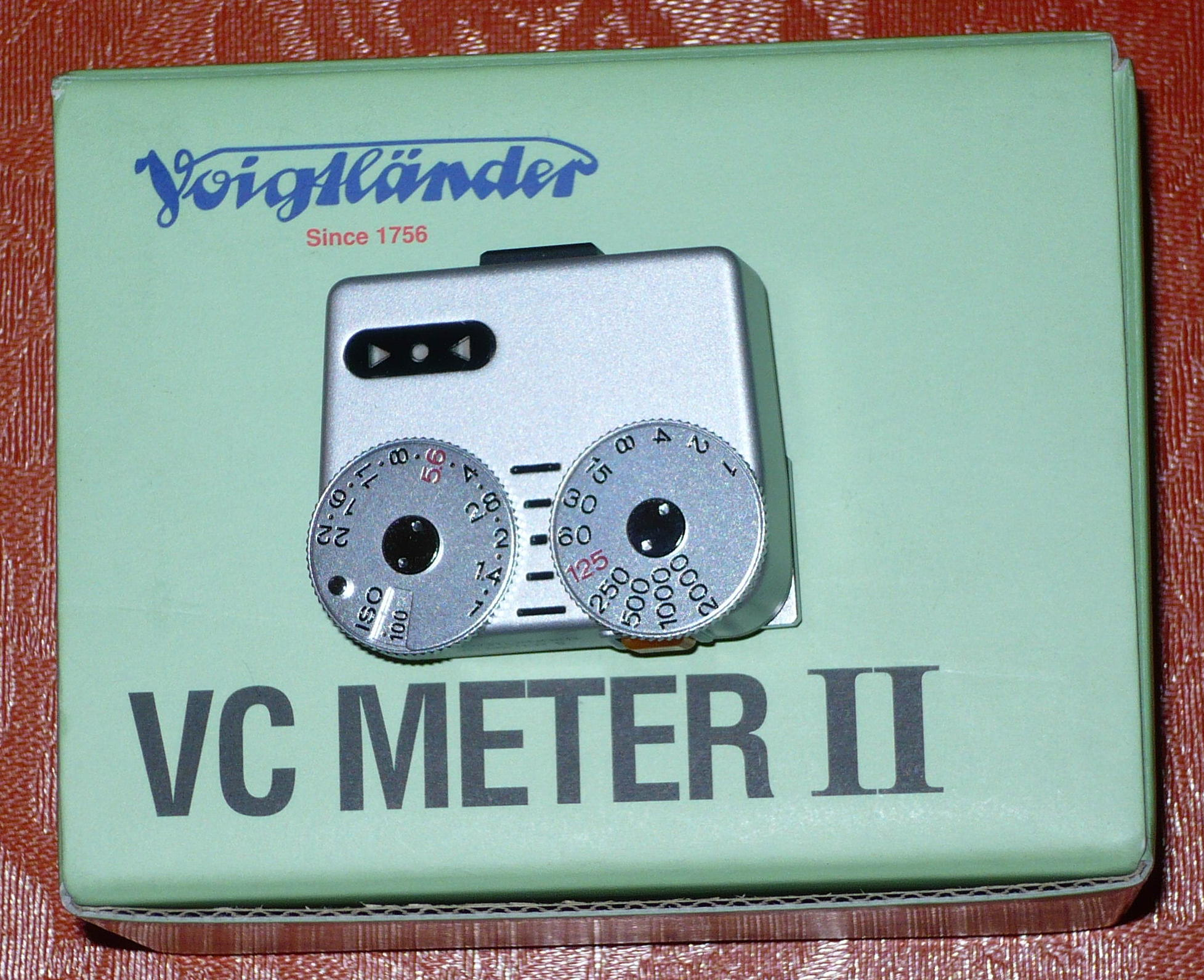
VOIGTLANDER VC METER II

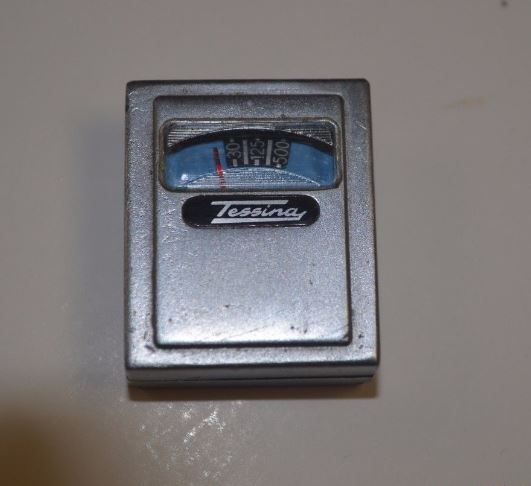
TESSINA METER

## 摄影中的使用
在摄影中, 有多种不同种类的测光表使用，依据功能与用途的区别，主要分为测光表与色温表。其中测量曝光值的测光表, 又根据测量方式的不同, 分为入射式测光表、反射式测光表及混合测光表。以测光元件来区分，最常见的有硒、硫化镉和硅的测光表。

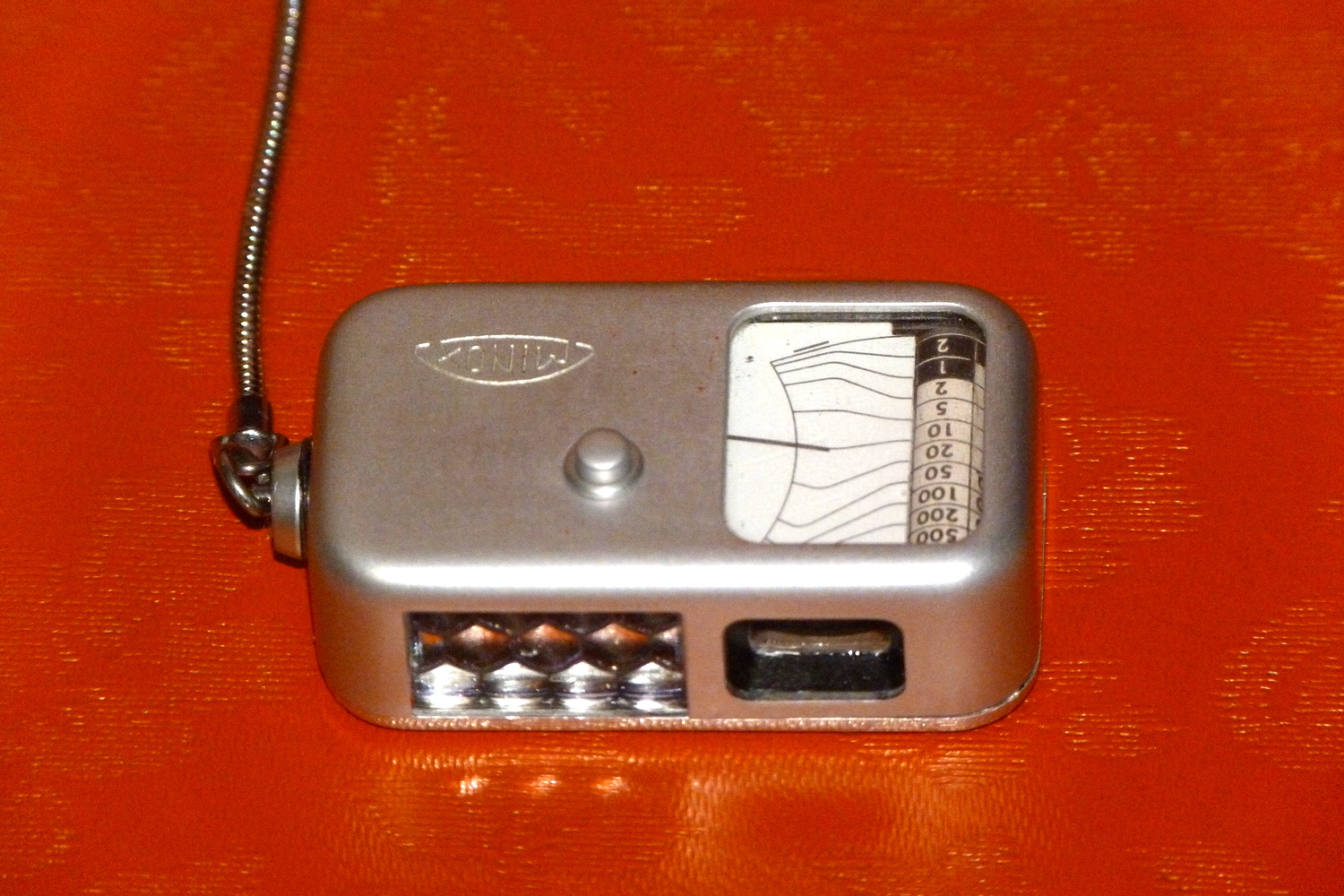
硒测光表

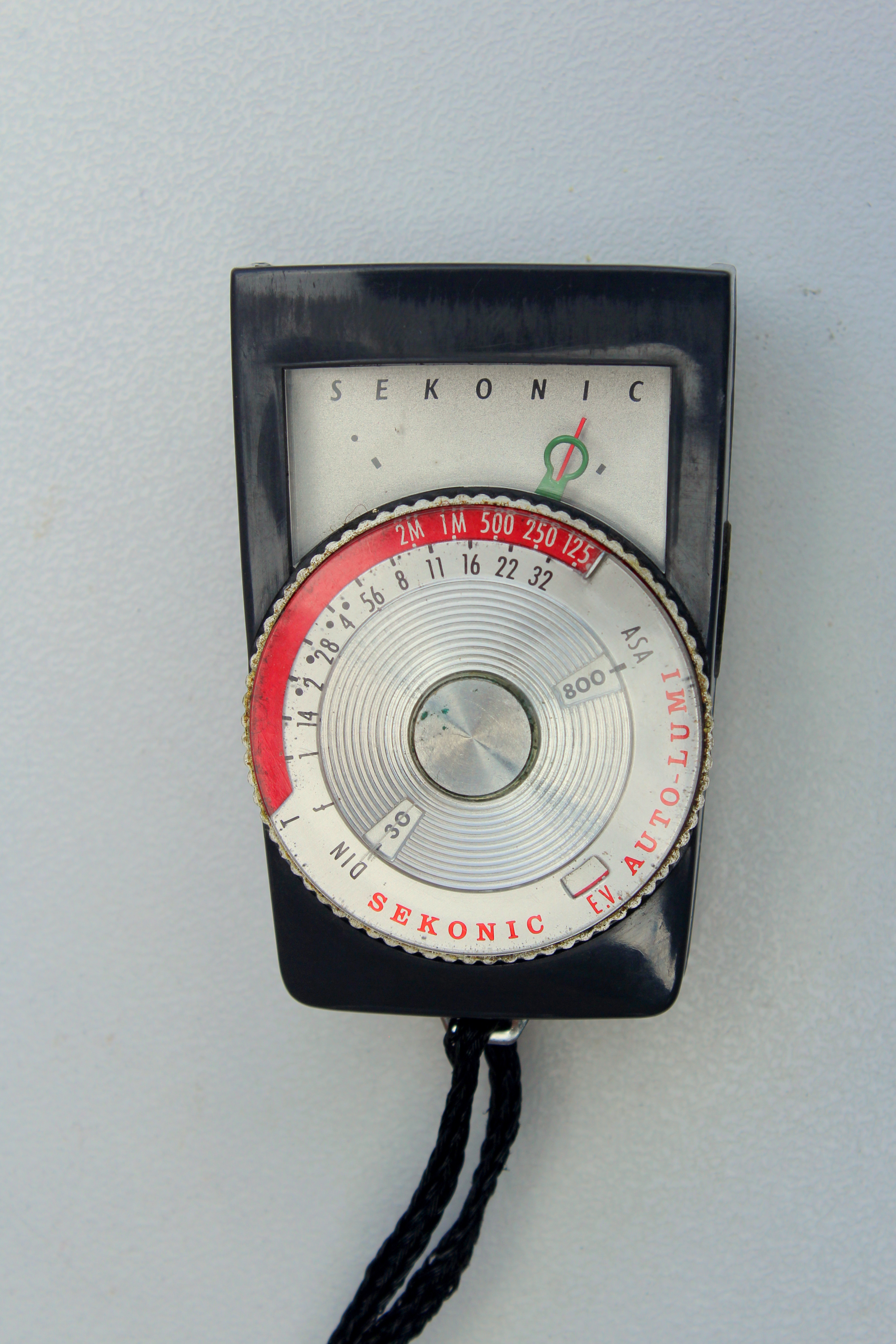
Sekonic测光表

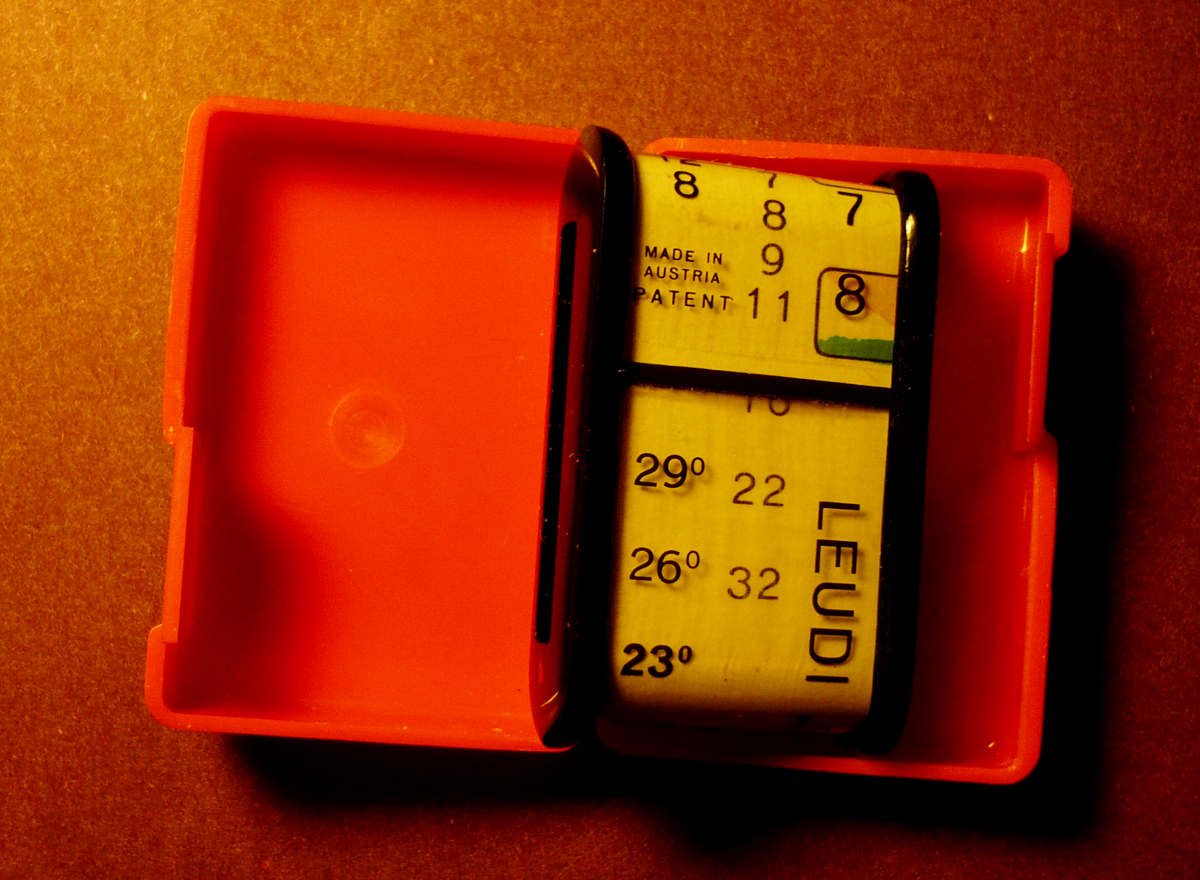
Leudi 目测测光表

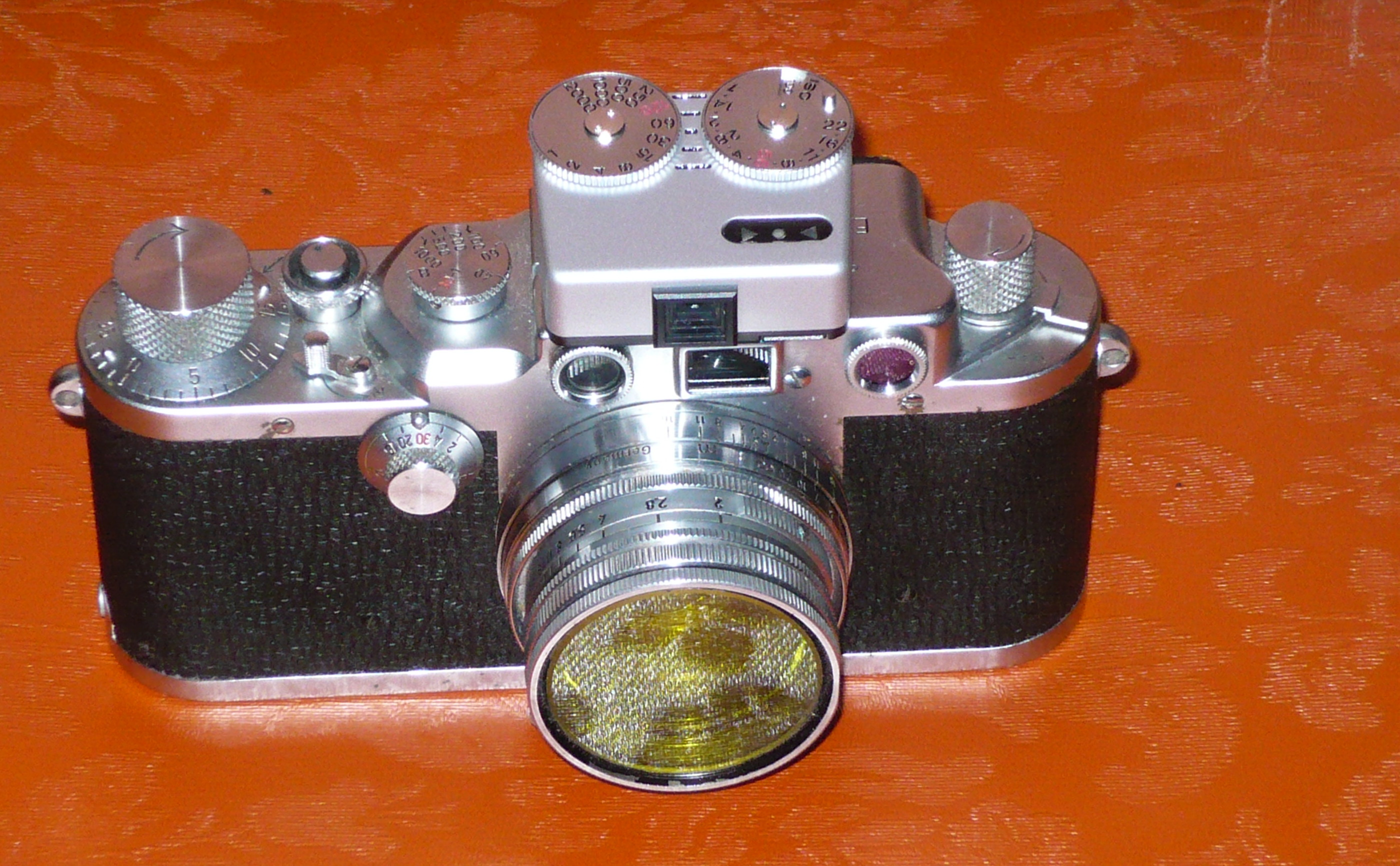
LEICA IIIC WITH VOIGTLANDER VC METER II

硒和硅制的测光表使用光电效应的探头。这些探头产生的电压与光强呈比例。硒探头产生的电压足以用来驱动一个指针。硅探头需要放大电路以及电源（比如电池）来操作。硫化镉探头的原理是光敏电阻，它们也需要一个电源。现代的测光表一般使用硅探头或者硫化镉探头。测量数据可以使用一个电流计或者使用液晶屏幕来显示。
许多现代的消费者照相机和摄像机包含集成在机器内的测光表，此类测光方式全部依据于反射式测光表的原理。它们可以测量摄影幅面里的光强来自动选择适当的曝光常数。但同时也受到照相机本身的构造与镜头的光学设计等方面因素的影响。专业摄影师以及电影摄影师使用手持的环境光测光表来在完全不考虑任何第三方因素影响的情况下精确地测量投射到受摄影场面或者物件不同部分的光强来选择适当的光源和照明度。
根据工作方式的不同，测光表主要有两大类：反射式和入射式。反射式测光表测量受拍摄的景象的反射光。所有融合在照相机内的测光表都是反射式的。反射式测光表以近似与中等反射率的标准（近似印刷业中等亮度标准“18%”）给出测量结果，即将受测物体在感光材料上曝光形成中等亮度。自然界中多数色彩或者有局部高光的特殊景象的反射率往往会不同于中等反射率。在这种情况下这样的反射式测光表显示的数据会发生错误，导致曝光过度或不足。
入射式测光表可以防止这个缺陷。入射式测光表使用一个透射率约为18%的漫射体来测量入射到一个物件上的光。由于它测量的数据与物件的反射率无关，它的数据不会因不寻常的反射率导致不正确的曝光。为了使用入射式测光表首先要将测光表放在受拍摄的物件的位置，大致指向照相机的方向。有时这无法做到，比如在拍摄远景时物件位于无穷远，但在与受摄物体处于同样的光照环境下可忽略此问题。在需要非常精确的曝光的时候均使用入射式测光表。
另一个防止曝光过度或者曝光不足的方法是使用一个有点测光功能的反射式测光表。这样的测光表可以测量一个视角为一度以下的非常窄的圆锥内的光强。一个有经验的摄影师可以通过测量景象中的阴影、亮点和一般光强区等不同位置的光强，使用分阶测光法来确定最佳曝光。许多现代摄影机使用复杂的多段测光系统来测定景象不同部分的光强，然后使用厂家预设的样本算法来确定最佳曝光。
在使用黑白正色片或者红外线底片等不是对整个可见光光谱敏感的底片时需要在测光表前加滤光镜来使得测光表的灵敏度与底片相符。
此外还有其它种类的专业照相测光表。闪光测光表可以在闪光摄影中提供可靠的曝光。色温表用来保证颜色复制时的高度可靠性。光密度计用在复制照片的过程中。

## 在照明中的使用
测光表也用在照明中。其作用在于测量室内的亮度，减少或者关闭灯的输出量。它们可以极大地降低一座建筑的能量需求和极大地提高灯光系统的效率。一座建筑的20%至60%的电能是用来照明的。尤其在用户不会人为地关心其灯的开关的房间里适用测光表。这些房屋有：走廊、楼梯、大厅等等。
但是要成功地使用测光表来控制灯光系统的困难还是很大的。用户必须尽量对灯光系统的工作满意。太亮、太暗、太突然的和太经常的开关均可能非常令人厌烦，打扰室内的用户。因此厂商使用不同的电路来达到不打扰用户：
- 使用不同的电路首先在关灯之前首先将灯光亮度降低，这样防止开灯和关灯时亮度变化过大
- 延时电路：
  - 在开关过一次后必须等一定时间才能再开关
  - 一定的光强要保持一定的时间

## 主要生产商
德国著名品牌高森（GOSSEN）

　　Starlite

```
     Starlite 2

     Lunasix/Luna-Pro

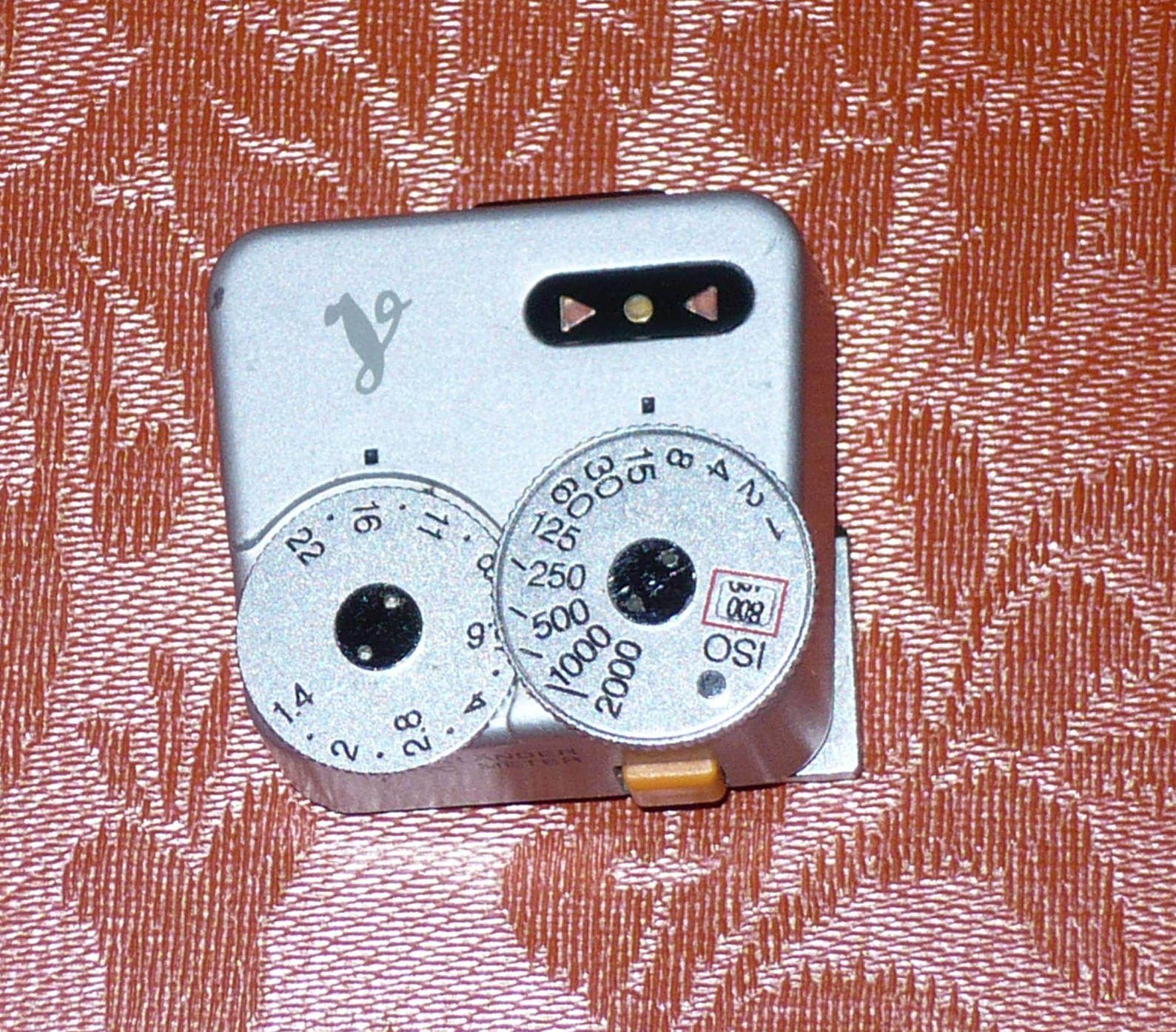
VOIGTLANDER VC METER

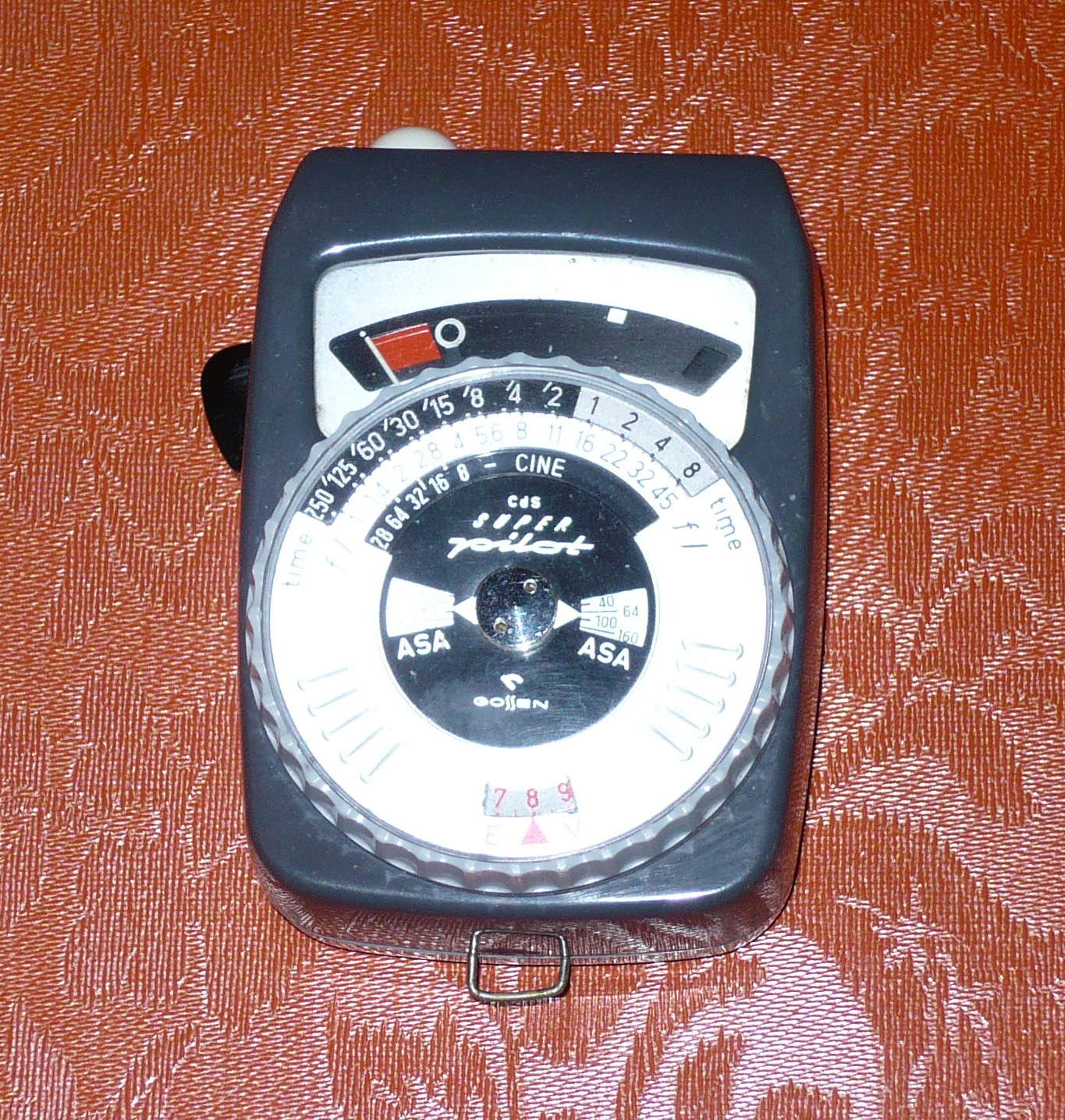
GOSSEN SUPER PILOT

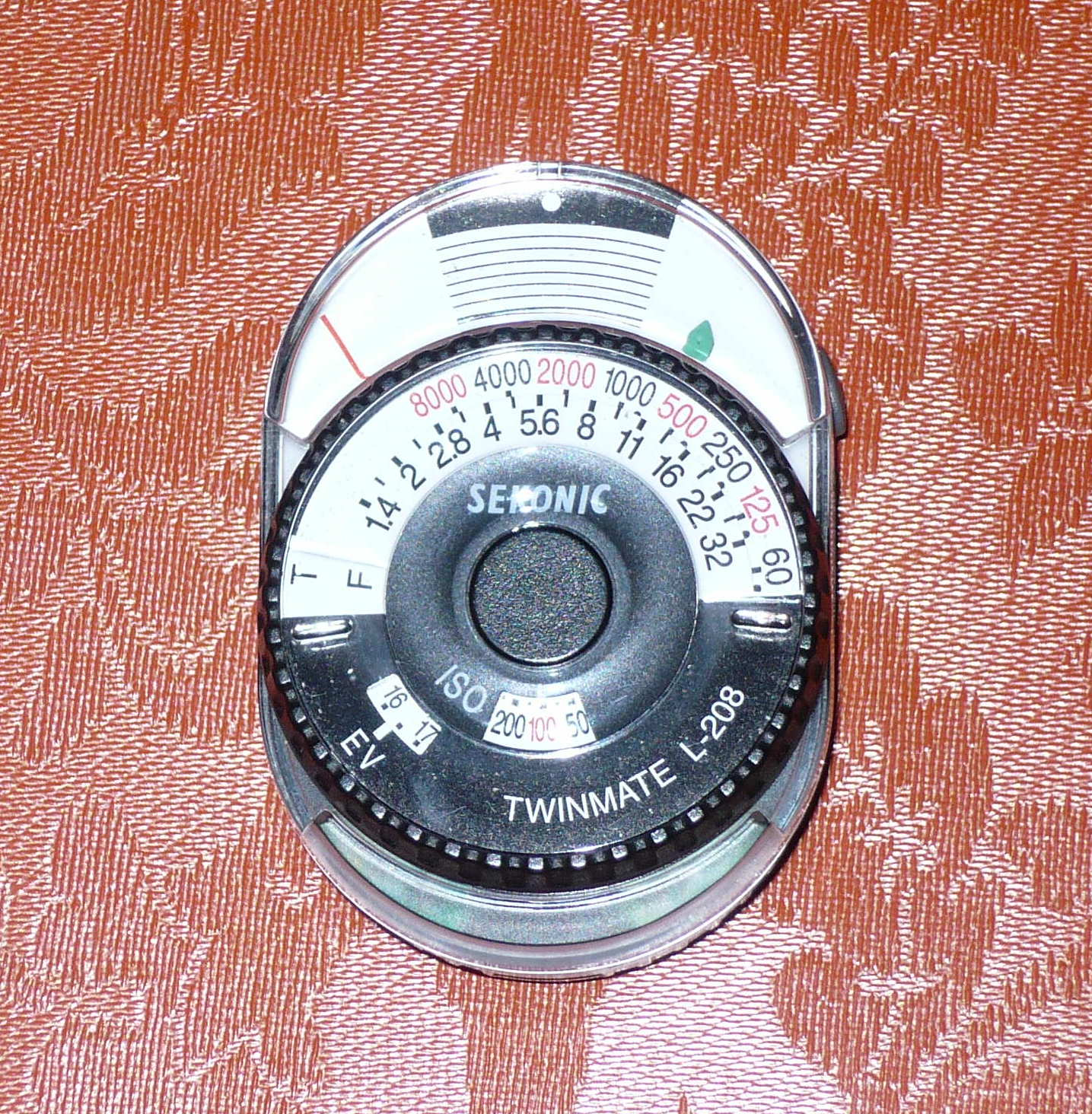
SEKONIC TWINMATE L208

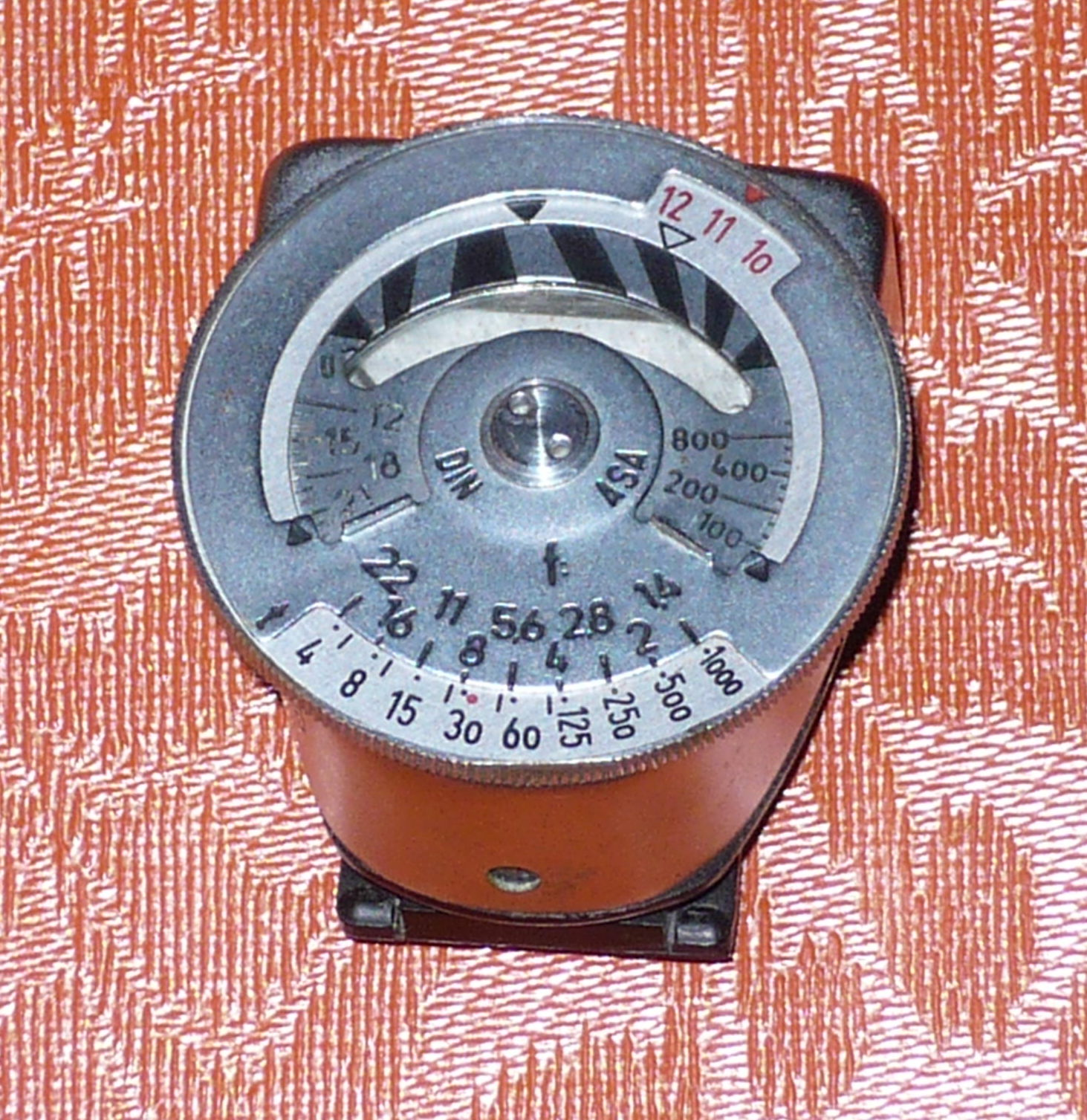
METROPHOT

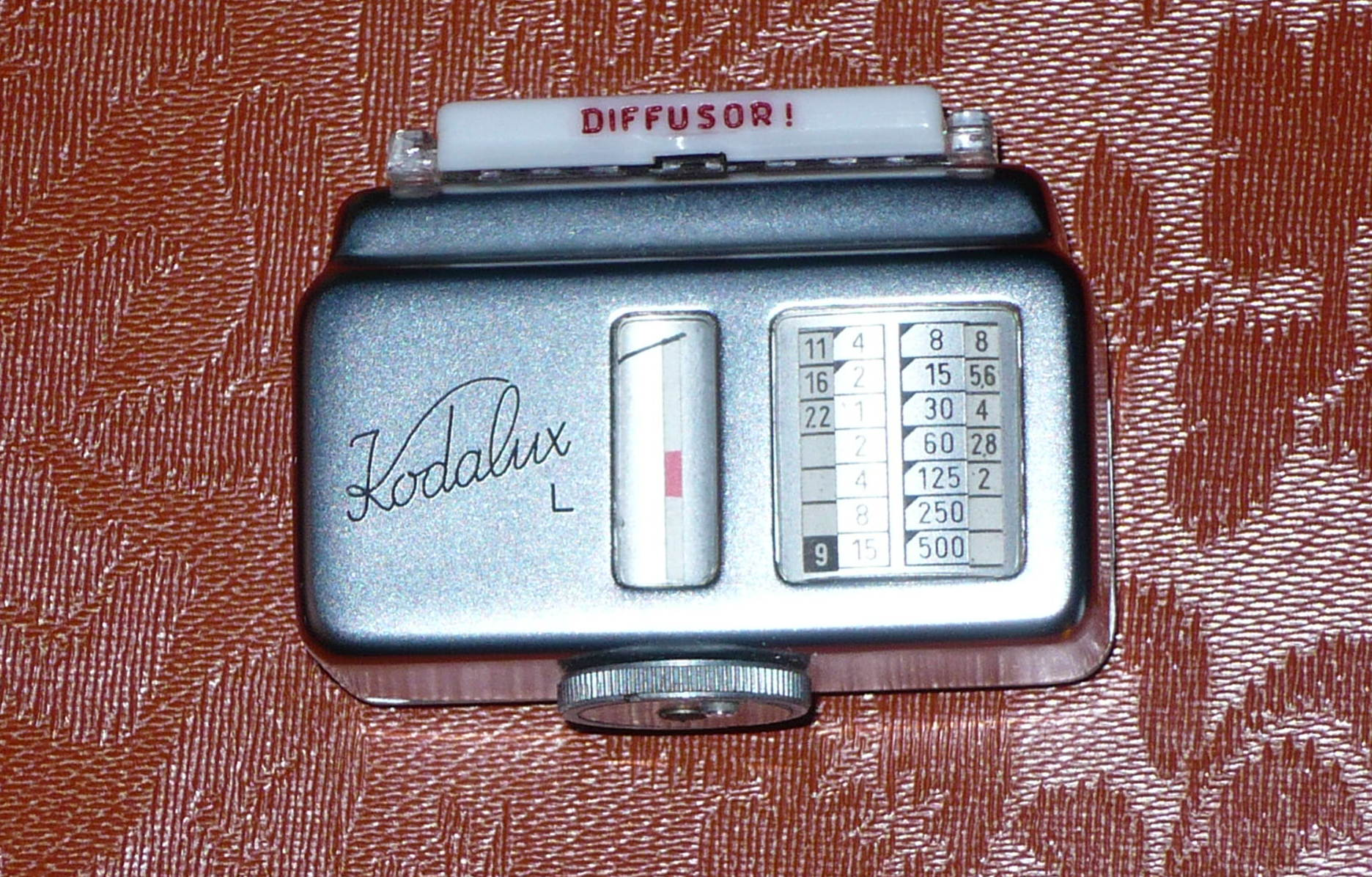
KODALUX

     Profisix/Luna-Pro SBC

     Luna Pro F

     Mastersix/Ultra Pro
```

　　SIXTOMAT flash

中国奥美斯(OMES)

　　L系列

日本美能达(MINOLTA)

　　F系列

　　M系列

日本世光(SEKONIC)

　　L系列

日本肯高(Kenko)

　　KFM系列

　　KCM系列(可以计算闪光和环境光混合时的色温值)

日本福伦达（VOIGTLANDER）

　　VC-Meter I、II

日本Soligor/Capitol

```
     Spot Sensor

     Spot Sensor II
```

美国Spectra 
```
     Spectra Combi 500

     Spectra Combi II

     Spectra Professional IV-A
```

德国品牌日本生产Soligor

```
     Soligor Spot Sensor

    Soligor Spot Sensor II

    Soligor Spot Digital Sensor

     Spot Digital Sensor
```

日本Pentax

```
    Spotmeter V
```